# دائرة المعارف ریاضیات
دائرةالمعارف ریاضیات (به انگلیسی: Encyclopedia of Mathematics) (که به صورت مخفف به آن EOM هم گفته می شود) مرجع بزرگی در ریاضیات است.

## بررسی
در نسخه ۲۰۰۲ این دائرةالمعارف، بیش از ۸٬۰۰۰ ردیف شامل اکثر شاخه های ریاضی در سطح بعد از کارشناسی بود و نمایش آن فنی بود. این دائرةالمعارف توسط مایکل هزوینکل ویرایش شده و تا سال ۲۰۰۳ توسط انتشاراتی‌های آکادمیک کلوور (به انگلیسی: Kluwer Academic Publishers) منتشر شد، در این زمان بود که کلوور بخشی از انتشاراتی اشپرینگر شد. سی دی آن شامل اشیاء سه بعدی و انیمیشن بود.
این دائرةالمعارف از Matematicheskaya entsiklopediya شوروی (۱۹۷۷) ترجمه شد که آن را ایوان متوویچ وینگرادوف ویرایش کرده و بر آن توضیحاتی به همراه سه مکمل از هزاران مقاله افزوده شده بود.